# Симфония № 9 (Гайдн)
Симфония № 9 до мажор — симфония Йозефа Гайдна, написанная в 1762 году.
Состав оркестра: две флейты (вместо гобоев в медленной части), два гобоя, фагот, две валторны, струнные (1-е и 2-е скрипки, альты, виолончели и контрабасы).
Хотя обычно, когда менуэт выступал в качестве финала симфонии, он обходился без трио в средней части, здесь финальный менуэт содержит трио, написанное исключительно для духовых (с сольной партией гобоя).

## Структура
1. Allegro molto
2. Andante (соль мажор)
3. Minuetto e Trio — Allegretto